# ISO/IEC 17025
ISO / IEC 17025 Yêu cầu chung đối với năng lực của các phòng thử nghiệm và hiệu chuẩn là tiêu chuẩn ISO được sử dụng nhiều nhất bởi các phòng thử nghiệm và hiệu chuẩn hiện nay. Ở hầu hết các quốc gia, ISO/IEC 17025 là tiêu chuẩn mà gần như các phòng thí nghiệm phải tổ chức kiểm định để được coi là có thẩm quyền về mặt kỹ thuật. Trong nhiều trường hợp, các nhà cung cấp và cơ quan quản lý sẽ không chấp nhận kết quả kiểm tra hoặc hiệu chuẩn từ phòng thí nghiệm không được công nhận.
Ban đầu chúng được gọi là ISO/IEC Guide 25, kế sau đó thì ISO/IEC 17025 là phiên bản được ban hành bởi Tổ chức tiêu chuẩn hóa quốc tế vào năm 1999. Tiêu chuẩn này nhiều điểm tương đồng đối với ISO 9000, nhưng ISO/IEC 17025 cụ thể hơn về yêu cầu năng lực và áp dụng trực tiếp cho những tổ chức tạo ra kết quả thử nghiệm và hiệu chuẩn và dựa trên các nguyên tắc kỹ thuật hơn một chút. Các phòng thí nghiệm sử dụng ISO / IEC 17025 để thực hiện một hệ thống chất lượng nhằm cải thiện khả năng của họ để luôn tạo ra kết quả hợp lệ. Nó cũng là nền tảng cơ sở để các tổ chức được công nhận từ một tổ chức chứng nhận.
Đã có ba phiên bản được ban hành vào các năm 1999, 2005 và mới nhất là 2017. Những thay đổi đáng kể nhất giữa phiên bản 1999 và 2005 là sự nhấn mạnh hơn vào trách nhiệm của quản lý cấp cao, các yêu cầu rõ ràng để liên tục cải thiện hệ thống quản lý và giao tiếp với khách hàng. Nó cũng phù hợp và chặt chẽ hơn với phiên bản 2000 của ISO 9001.
Phiên bản năm 2005 của tiêu chuẩn ISO 17025 bao gồm 5 phần: Tài liệu tham khảo tiêu chuẩn, Điều khoản và định nghĩa, Yêu cầu quản lý, Yêu cầu kỹ thuật. Trong đó yêu cầu quản lý chủ yếu liên quan đến hoạt động và hiệu quả của hệ thống quản lý chất lượng trong phòng thí nghiệm. Yêu cầu kỹ thuật bao gồm các yếu tố xác định tính chính xác và độ tin cậy của các xét nghiệm và hiệu chuẩn được thực hiện trong phòng thí nghiệm.
Phiên bản của ISO/IEC 17025 đã sửa đổi các phần ở phiên bản cũ thành Phạm vi, Tài liệu tham khảo quy định, Điều khoản và định nghĩa, Yêu cầu chung, Yêu cầu cấu trúc, Yêu cầu tài nguyên, Yêu cầu quy trình và Yêu cầu hệ thống quản lý.
Yêu cầu chung và Yêu cầu cấu trúc có liên quan đến việc tổ chức phòng thí nghiệm. Yêu cầu về cấu trúc trích dẫn những vấn đề liên quan đến người dân, nhà máy và các tổ chức khác được sử dụng bởi phòng thí nghiệm để tạo ra kết quả hợp lệ về mặt kỹ thuật. Yêu cầu quy trình là trái tim của phiên bản tiêu chuẩn này trong việc mô tả các hoạt động để đảm bảo rằng kết quả dựa trên khoa học được chấp nhận và nhằm mục đích hiệu lực kỹ thuật. Yêu cầu hệ thống quản lý là những bước được tổ chức thực hiện để cung cấp cho mình các công cụ hệ thống quản lý chất lượng để hỗ trợ công việc của người dân trong việc tạo ra các kết quả hợp lệ về mặt kỹ thuật.

## Tiền Thân
Một số hệ thống của vài quốc gia trước đây (ví dụ như UKAS M10 ở Anh) được coi là tiền thân của ISO / IEC 17025: 1999, tuy nhiên nếu khắt khe thì đôi khi việc coi chúng tương đương như ISO / IEC 17025 là khiên cưỡng. Tiêu chuẩn ISO / IEC 17025 hiện tại cho phép các phòng thí nghiệm thực hiện các quy trình theo cách riêng của họ, nhưng kiểm toán viên (giám định viên) có thể yêu cầu phòng thí nghiệm chứng minh bằng một phương pháp cụ thể.
Tương tự như các tiêu chuẩn chất lượng ISO khác, ISO / IEC 17025 đòi hỏi phải cải tiến liên tục. Ngoài ra, phòng thí nghiệm sẽ được dự kiến sẽ theo kịp các tiến bộ khoa học và công nghệ trong các lĩnh vực liên quan.
Tương tự như các tiêu chuẩn khác của sê-ri ISO 17000 (và không giống như hầu hết các tiêu chuẩn ISO cho hệ thống quản lý), kiểm toán (đánh giá) của bên thứ ba thường được thực hiện bởi tổ chức quốc gia chịu trách nhiệm công nhận. Do đó, các phòng thí nghiệm sẽ được công nhận theo ISO / IEC 17025, thay vì được chứng nhận hoặc đăng ký (ví dụ như hệ thống ISO 9000).
Nói tóm lại, kiểm định khác với chứng nhận bằng cách thêm khái niệm của bên thứ ba (tổ chức công nhận - Accreditation bodies (AB)) chứng nhận năng lực kỹ thuật trong phòng thí nghiệm bên cạnh việc tuân thủ và vận hành theo hệ thống chất lượng được chứng minh, cụ thể theo Phạm vi công nhận.

## Các tổ chức công nhận quốc gia
Để các tổ chức công nhận có thể có một tiêu chí chung trong việc công nhận các phòng thí nghiệm hay hiệu chuẩn thì tổ chức liên hiệp công nhận phòng thí nghiệm quốc tế (ILAC) đã thiết lập các phương pháp đánh giá các tổ chức công nhận theo tiêu chuẩn ISO / CASCO khác (Hướng dẫn ISO / IEC 58 - trở thành ISO / IEC 17011). Trên khắp thế giới, các khu vực địa chính trị như Cộng đồng châu Âu, châu Á-Thái Bình Dương, châu Mỹ và các quốc gia khác đã thiết lập việc hợp tác trong khuôn khổ khu vực để giải quyết các vấn đề chung. Các cơ quan trong phạm vi khu vực này (tất cả hoạt động trong phạm vi ILAC) bao gồm Hợp tác Chứng nhận Châu Âu (EA), Hợp tác Chứng nhận Phòng thí nghiệm Châu Á Thái Bình Dương (APLAC), Hợp tác Chứng nhận Nam Phi (SADCA) và Hợp tác Chứng nhận Châu Mỹ (IAAC).
Các cơ quan công nhận phòng thí nghiệm đầu tiên được thành lập là Hiệp hội các cơ quan kiểm tra quốc gia (NATA) tại Úc (1947) và TELARC tại New Zealand (1973). Hầu hết các cơ quan khác đều dựa trên mô hình NATA / TELARC bao gồm UKAS và British Cert.in UK, FINAS ở Phần Lan và DANAK ở Đan Mạch và một số nơi khác.
Ở Hoa Kỳ có một số cơ quan kiểm định đa ngành phục vụ cộng đồng phòng thí nghiệm. Các cơ quan này công nhận các phòng thí nghiệm kiểm tra và hiệu chuẩn, nhà sản xuất vật liệu tham khảo, người chứng nhận sản phẩm, cơ quan kiểm tra, cơ quan pháp y và các tổ chức khác với vô số các tiêu chuẩn và chương trình. Các tổ chức công nhận đã có ký kết về thỏa thuận công nhận lẫn nhau (MRA - Mutual Recognition Arrangement) của ILAC  này có sự công nhận tương đương nhau trên toàn cầu. Không quan trọng các tổ chức công nhận (AB)  được sử dụng để công nhận. Thỏa thuận này (MRA) được thiết kế với tính công bằng và tương đương trên tất cả các nền kinh tế. Các tổ chức công nhận bao gồm:
- Ủy ban Kiểm định Quốc gia ANSI-ASQ
- Phòng thí nghiệm Chứng nhận Perry Johnson (PJLA)[4]
- Phòng thí nghiệm Chứng nhận Perry Johnson (PJLA)[5]
- Hiệp hội vệ sinh công nghiệp Mỹ
- Dịch vụ công nhận quốc tế (IAS)[6]
- Chương trình Kiểm định Phòng thí nghiệm Tự nguyện Quốc gia Hoa Kỳ (NVLAP) - về mặt kỹ thuật là một phần của chính phủ Hoa Kỳ và chỉ công nhận một vài kỷ luật hẹp
- Hội đồng giám định phòng thí nghiệm tội phạm của Hiệp hội phòng thí nghiệm Hoa Kỳ (ASCLD-LAB)[7] mà bây giờ là ANAB (xem ở trên).

Việc công nhận các phòng thí nghiệm hiệu chuẩn là trách nhiệm chung của Chương trình Tiêu chuẩn của Hội đồng Tiêu chuẩn Canada (SCC) về Chứng nhận Phòng thí nghiệm-Canada (PALCAN) và Dịch vụ Đánh giá Phòng thí nghiệm Hiệu chuẩn của Hội đồng Nghiên cứu Quốc gia Canada (CLC). Chương trình CLAS cung cấp các dịch vụ đánh giá kỹ thuật và hệ thống chất lượng và chứng nhận khả năng đo lường cụ thể của các phòng thí nghiệm hiệu chuẩn để hỗ trợ Hệ thống Đo lường Quốc gia Canada.
Ở các quốc gia khác thường chỉ có một Cơ quan Công nhận. Thông thường các cơ quan này bao gồm các chương trình công nhận cho các hệ thống quản lý, chứng nhận sản phẩm, phòng thí nghiệm, kiểm tra, nhân sự và một số thứ khác:
- Hội đồng Kiểm định Quốc gia về Phòng thử nghiệm và Hiệu chuẩn (NABL) Lưu trữ ngày 27 tháng 9 năm 2019 tại Wayback Machine (Ấn Độ)
- Komite Akreditasi Nasional (KAN) (Indonesia)
- Ủy ban Kiểm định Quốc gia Ailen (INAB) (Ireland)
- Công nhận quốc tế New Zealand (IANZ) (New Zealand)
- Hội đồng công nhận Hà Lan (DAC) Lưu trữ ngày 24 tháng 7 năm 2021 tại Wayback Machine (Hà Lan)
- Cục Kiểm định (BoA) (Vietnam)
- Đề án công nhận phòng thí nghiệm Hàn Quốc (KOLAS) (Hàn Quốc)
- DAkkS (CHLB Đức)